# Cephalopappus
Cephalopappus là một chi thực vật có hoa trong họ Cúc (Asteraceae).

## Loài
Chi Cephalopappus gồm các loài: